# Castalia, Iowa
Castalia là một thành phố thuộc quận Winneshiek, tiểu bang Iowa, Hoa Kỳ. Năm 2010, dân số của thành phố này là 173 người.

## Dân số
Dân số qua các năm:
- Năm 2000: 175 người.
- Năm 2010: 173 người.